# Mũ bảo hiểm A2
Mũ bảo hiểm A2 là một loại mũ trang bị tiêu chuẩn của Quân đội Nhân dân Việt Nam. Nó được giới thiệu vào năm 2010. Đây là loại mũ tiêu chuẩn được trang bị cho Quân đội Nhân dân Việt Nam
Do các Lực lượng bộ đội đặc nhiệm, Biên phòng và Hải quân sử dụng trang bị PASGT sản xuất trong nước hoặc nhập khẩu từ Israel nên mũ A2 chỉ sử dụng trong các bài tập huấn luyện.

## Lịch sử
Cho đến năm 2014, phần lớn các quân nhân thuộc Quân đội Nhân dân Việt Nam vẫn sử dụng mũ cối. Những chiếc mũ cối này được sử dụng rất nhiều trong Chiến tranh Việt Nam. Vào năm 2014, quân đội bắt đầu sản xuất hàng loạt những chiếc mũ A2 này để thay thế các trang thiết bị cũ trong quân đội, đồng thời vẫn giúp tiết kiệm chi phí. Hiện tại chúng là loại mũ tiêu chuẩn được sử dụng phổ biến ở tất cả các lực lượng của quân đội Việt Nam.

## Thiết kế
Thiết kế của nó khá giống với PASGT, điểm khác là nó không sử dụng vật liệu kevlar.
Mũ A2 được làm bằng nhựa polyamide. Nó được thiết kế với hai lớp lớp phủ nhựa chồng lên nhau, được lót bằng bọt và vải lưới ở bên trong.
Vì không thể chống đạn nên mục đích chính của nó là làm trang bị trong các bài tập huấn luyện. Tuy nhiên, nó có thể bảo vệ người dùng khỏi các mảnh vỡ từ thuốc nổ. Do đó, mũ PASGT sẽ được sử dụng trong các tình huống chiến đấu.
Chúng thường được phủ hoặc sơn lớp ngụy trang ở bề mặt ngoài.